# Mjöllav
Mjöllav (Lepraria membranacea) är en lavart som först beskrevs av Dicks., och fick sitt nu gällande namn av Lettau. Mjöllav ingår i släktet Lepraria och familjen Stereocaulaceae.  Arten är reproducerande i Sverige. Inga underarter finns listade i Catalogue of Life.

## Externa länkar

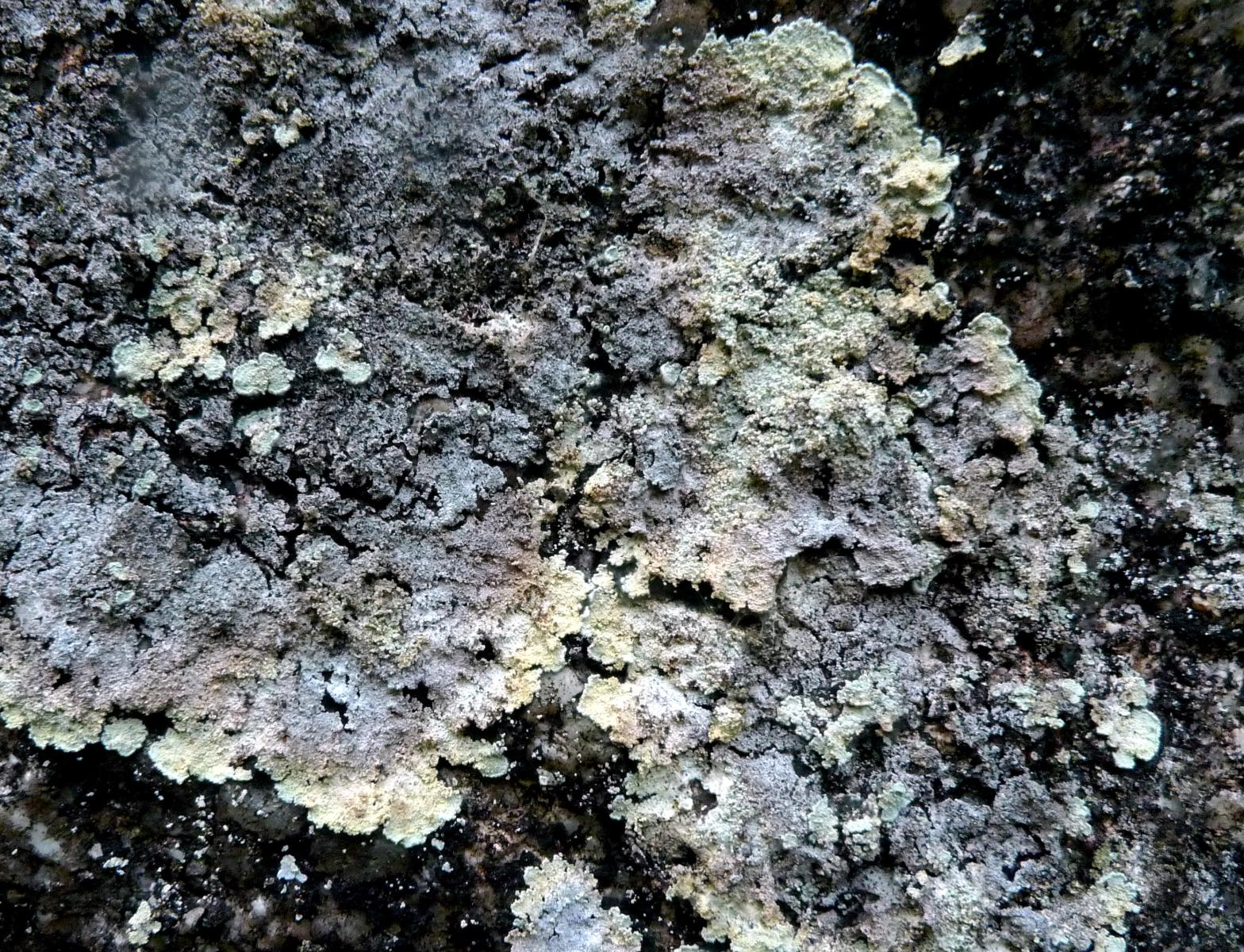